# Stade Océane
Le Stade Océane est un stade multifonction de 25 180 places assises pour le sport et 33 000 pour les spectacles, situé au Havre (Seine-Maritime)
Principalement utilisé pour le football, mais également doté d'un espace de représentations artistiques, il accueille les matches du Havre AC, club évoluant actuellement en Ligue 1, en remplacement du stade Jules-Deschaseaux.
Il est construit à l'emplacement de l'ancienne gare de triage de Soquence, que la communauté de l'agglomération havraise (CODAH) a racheté à Réseau ferré de France en 2008, située sur la rive opposée du stade Jules-Deschaseaux. Le financement du Grand Stade du Havre s'élève à un montant total de 80 millions d'euros. Il est inauguré le 12 juillet 2012, date à laquelle il devient le plus grand stade de Normandie. Avec ses 25 178 places assises, le stade Océane est le 16e stade de France en termes de capacité juste devant le stade du Hainaut.

## Histoire et contexte
Étant donné la capacité réduite (16 382 places) du stade Jules-Deschaseaux (datant de 1931, en partie détruit lors des bombardements de 1944, reconstruit dans l'immédiat après-guerre et réellement modernisé lors des années 1970 et 1980), ses insuffisances en termes d'accès (absence d'ascenseur, manque de places de parking) et sa vétusté générale, une étude concernant la construction d'un nouveau stade a été lancée par le club havrais en 2004.
Le projet a été officialisé par la communauté de l'agglomération havraise (CODAH) en juillet 2007. Le 9 septembre 2009, Antoine Rufenacht, maire du Havre, et Luc Delamain, architecte représentant le groupement (Vinci Construction France/SCAU/KSS/IOSIS) chargé de la conception-réalisation, présentent le projet, alors nommé Le Grand Stade de la CODAH.
La première pierre est posée le 11 octobre 2010 en présence de Roselyne Bachelot. La construction débute mais rencontre quelques oppositions, notamment celle de l'association Écologie pour Le Havre, qui redoute l'extinction de l'espèce du lézard des murailles en ville, ceux-ci s'abritant particulièrement aux alentours de la gare de triage de Soquence.
Le Havre AC devient officiellement locataire de l'enceinte le 22 mai 2012. Du 16 mai au 21 juin 2012, les habitants de l'agglomération ont pu choisir parmi les trois noms proposées par la CODAH. Une majorité d'entre eux a porté son choix sur le nom de Stade Océane. Il est proposé au vote des élus pour être officialisé lors du conseil communautaire du jeudi 5 juillet. Le stade est inauguré le 12 juillet 2012 en présence du maire du Havre Édouard Philippe, de la ministre des sports Valérie Fourneyron et du président de la Fédération française de football Noël Le Graët.
Le Grand Stade océane est aménagé sur un ancien site ferroviaire et industriel enclavé, à l'entrée de la ville du Havre. Il requalifie ce quartier périphérique et populaire. Le projet de Grand Stade s'inscrit dans le projet du Grenelle de l’Estuaire et a pour objectif d'atteindre un bilan carbone minimum. Il a également pour but d'améliorer l'image de la ville et s'inscrit dans une logique d'aménagement du territoire. Aujourd'hui, le Grand Stade figure comme un nouvel emblème architectural comme le Volcan conçu par Oscar Niemeyer, du centre-ville du Havre conçu par Auguste Perret, les bains des docks dessinés par Jean Nouvel.
Les partenaires financeurs sont la CODAH, l’État (fonds national d’aménagement et de développement du territoire) et les collectivités territoriales (Conseil régional de Haute-Normandie, Conseil général de Seine-Maritime). Les partenaires institutionnels sont la SNCF, le Réseau Ferré de France (RFF), la Direction régionale de l’Environnement, de l’Aménagement et du Logement, l’Établissement Public Foncier de Normandie (EPFN). D'autres acteurs ont participé à l'équipement sportif : par exemple, le Conseil général de Seine-Maritime contribue au financement du carrefour de la RD 6 015.

## Description: structure et équipements
L'enceinte de 19 hectares contient 25 178 places assises, ce qui en fait le plus grand stade de Normandie. Il dispose de 3 053 places « privilège » et de 340 places en loges privatives réparties dans 16 loges pouvant accueillir 13 personnes chacune. Il existe également un salon d'honneur d'une capacité de 146 personnes. Le stade est présenté comme le premier stade à énergie positive. Il a été dessiné par Luc Delamain et Maxime Barbier de l'agence SCAU. Les travaux ont débuté mi-juillet 2010 pour un coût d'environ 80 millions d'euros, financé pour la majeure partie par la CODAH (44,5 M€), mais aussi par le Conseil Régional de Haute-Normandie (25 M€), le Conseil Général de Seine-Maritime (10 M€) et l'État (0,5 M€).
Le stade mesure 31 mètres de hauteur. Les parkings comptent quelque 1 270 places.
Grâce aux 1 500 m2 de capteurs photovoltaïques installés sur son toit, le stade est censé produire plus d'énergie qu'il n'en consomme,, mais cela a été contredit récemment par une rallonge de 300 000 € votée par la communauté de communes du Havre (la CODAH), rien que pour les surcoûts liés à la consommation d'électricité sur l'exercice en cours[réf. nécessaire]. Un système de récupération des eaux de pluie et un bio-composteur complètent les installations écologiques de cette enceinte,.
L'enveloppe extérieure bleue en polymère s'étend sur 32 500 m2 et son épaisseur est de 0,25 mm. La couleur bleue du stade fait référence aux couleurs du club du HAC (ciel et marine) ; elle met en valeur l'équipement qui se détache fortement du paysage environnant. Elle renvoie à l’eau et à la mer, le stade évoque le liquide et la transparence.
Dans l'enceinte, deux écrans géants de 46 m2 ont été fournis par Sony. Le terrain est couvert de 10 736 m2 de pelouse naturelle renforcée avec des fibres synthétiques. Le stade offre un confort d’assise, visuel et auditif. La conception de l'arène permet une visibilité optimale, une proximité avec les sportifs et une vue globale et plongeante pour les spectateurs assis en haut des gradins.
Environ 300 emplois permanents (y compris à temps partiel) ont été créés pour faire fonctionner l'infrastructure : agents de sécurité, stadiers, employés de restauration...[réf. nécessaire]

### Hôtel
En septembre 2018, le Havre AC annonce l'ouverture d'un hôtel au sein du stade. Baptisé le « 1872 Stadium Hotel », cet aménagement comprend vingt chambres installées directement dans les loges. Équipées d'un système de lits modulaires, les pièces peuvent être transformées en quelques minutes.

## Affluence

### Records d'affluence
| Rang | Affluence | Compétition                                                   | Équipe 1      | Équipe 2              | Score    | Date              |
| ---- | --------- | ------------------------------------------------------------- | ------------- | --------------------- | -------- | ----------------- |
| 1    | 25 278    | Match amical (match inaugural)                                | Havre AC      | Lille OSC             | 1-2      | 12 juillet 2012   |
| 2    | 25 000    | Exhibition (140 ans du club)                                  | Havre AC      | Real Madrid           | 2-4      | 9 septembre 2012  |
| -    | 25 000    | Match amical                                                  | France        | Uruguay               | 0-0      | 15 août 2012      |
| 4    | 24 569    | Ligue 1                                                       | Havre AC      | Paris SG              | 0-2      | 3 décembre 2023   |
| 5    | 24 114    | Match amical                                                  | Brésil        | Ghana                 | 3-0      | 23 septembre 2022 |
| 6    | 23 965    | Coupe du monde féminine de football 2019 (Huitième de finale) | France (fém.) | Brésil (fém.)         | 2-1 a.p. | 23 juin 2019      |
| 7    | 23 590    | Ligue 1                                                       | Havre AC      | RC Lens               | 0-0      | 20 octobre 2023   |
| 8    | 23 264    | Ligue 2                                                       | Havre AC      | AS Saint-Étienne      | 2-2      | 18 février 2023   |
| 9    | 23 161    | Ligue 2                                                       | Havre AC      | Dijon FCO             | 1-0      | 2 juin 2023       |
| 10   | 23 055    | Ligue 2                                                       | Havre AC      | Girondins de Bordeaux | 1-0      | 26 décembre 2022  |

## Utilisation

### Football
L'inauguration du stade le 12 juillet 2012 devait se faire par une rencontre entre le Havre AC et les Glasgow Rangers. Mais ces derniers ont annulé étant donné la situation financière du club écossais. L'inauguration s'est alors faite contre le Lille OSC à la même date. À l'occasion de ce match perdu 1-2, Benoît Pedretti est le premier joueur à inscrire un but dans le nouveau stade.

Stade Océane vue de nuit depuis le parking du stade Jules-Deschaseaux

| Date            | Compétition | Équipe 1 | Équipe 2  | Score | Affluence |
| --------------- | ----------- | -------- | --------- | ----- | --------- |
| 12 juillet 2012 | Amical      | Havre AC | Lille OSC | 1-2   | 25 278    |

#### Matchs de club
Le stade remplace le stade Jules-Deschaseaux pour les matchs à domicile du Havre AC. Le premier match officiel du HAC s'est joué le 27 juillet 2012 face à l'AC Arles-Avignon. Le HAC s'est incliné deux buts à un. Le premier buteur du stade en match officiel est Yohann Rivière qui ouvrit le score face à l'AC Arles-Avignon à la 16e minute. La première victoire du HAC dans ce stade en match officiel eut lieu le 17 août 2012 face au GFC Ajaccio. Le HAC s'est imposé deux buts à un. L'affluence constatée lors des matchs joués au Stade Océane dans le cadre du championnat de Ligue 2 est très inférieure à la capacité du stade (entre 7 000 et 10 000 spectateurs par match pour une capacité de plus de 25 000 places).
Le premier match de Ligue 1 de l'histoire du Stade Océane a opposé Amiens aux Girondins de Bordeaux (1-0) le 21 octobre 2017 à la suite de la délocalisation du match, conséquence de l'accident en tribune du stade de la Licorne le 29 septembre 2017 contre Lille.
Pour la première fois, l'hymne du HAC a été joué sur place en live par l'Orchestre de la ville du Havre, accompagné du trompettiste Ludovic Louis , le 30 mars 2025 à l'occasion du match FC Nantes - Le Havre AC.

#### Matchs internationaux
Le stade a accueilli un match de l'équipe de France de football le 15 août 2012 contre l'équipe d'Uruguay de football. Il s'agissait du premier match de Didier Deschamps à la tête de l'équipe de France de football. Le score reste nul et vierge (0-0). Le stade est alors utilisé pour d'autres matchs internationaux de football, notamment féminins. 

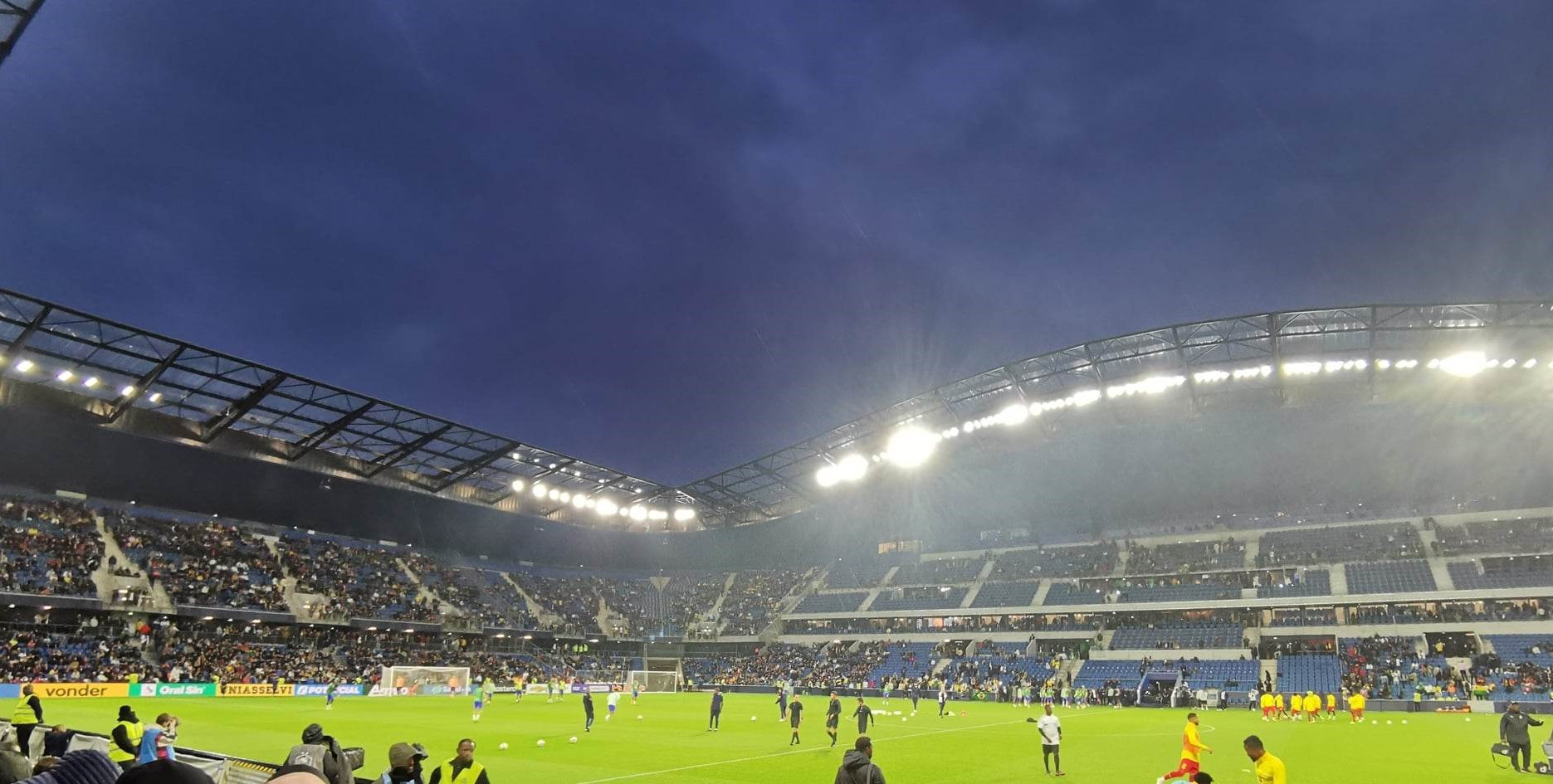
Les joueurs du Brésil et du Ghana à l'échauffement avant un match amical au Havre.

 L'équipe de France féminine a joué un match amical face au Brésil le 19 septembre 2015, pour une victoire 2-1. Des matchs de sélection africaines sont aussi disputés dans ce stade, avec des matchs amicaux du Sénégal face au Ghana et de la Guinée face au Gabon. Le Sénégal y dispute même deux rencontres, en accueillant la Bosnie-Herzégovine en 2018.
Le 19 janvier 2019, toujours en amical, les Bleues ont battu les championnes du monde en titre, les Etats-Unis, 3 buts à 1. Le stade Océane accueille la même rencontre deux ans plus tard, mais le match est à huis clos en raison de la pandémie de Covid-19.
Le stade accueille des matchs du Tournoi de France 2022, compétition amicale réunissant les équipes féminines de la France, des Pays-Bas, de la Finlande et du Brésil. La France remporte le tournoi en battant les Pays-Bas (3-1) lors du dernier match disputé au Havre.
En septembre 2022, en vue de la préparation pour la Coupe du monde 2022 au Qatar, la fédération brésilienne annonce qu'elle disputera deux matchs amicaux en France, dont l'un au stade Océane face au Ghana. Les Brésiliens s'imposent trois buts à zéro.
| Date              | Compétition            | Équipe 1        | Équipe 2            | Score | Affluence |
| ----------------- | ---------------------- | --------------- | ------------------- | ----- | --------- |
| 15 août 2012      | Amical                 | France          | Uruguay             | 0-0   | 25 000    |
| 28 mars 2015      | Amical                 | Sénégal         | Ghana               | 2-1   | 5 466     |
| 19 septembre 2015 | Amical                 | France (fém.)   | Brésil (fém.)       | 2-1   | 22 053    |
| 24 mars 2017      | Amical                 | Guinée          | Gabon               | 2-2   | 1 104     |
| 27 mars 2018      | Amical                 | Sénégal         | Bosnie-Herzégovine  | 0-0   | 2 851     |
| 19 janvier 2019   | Amical                 | France (fém.)   | États-Unis (fém.)   | 3-1   | 22 870    |
| 13 avril 2021     | Amical                 | France (fém.)   | États-Unis (fém.)   | 0-2   | huis clos |
| 16 février 2022   | Tournoi de France 2022 | France (fém.)   | Finlande (fém.)     | 5-0   | 3 631     |
| 19 février 2022   | Tournoi de France 2022 | Finlande (fém.) | Pays-Bas (fém.)     | 0-3   |           |
| 22 février 2022   | Tournoi de France 2022 | France (fém.)   | Pays-Bas (fém.)     | 3-1   | 5 231     |
| 23 septembre 2022 | Amical                 | Brésil          | Ghana               | 3-0   | 24 114    |
| 20 novembre 2023  | Amical                 | France (esp.)   | Corée du Sud (esp.) | 0-3   | 7 127     |

### Coupe du monde féminine 2019
Le 20 mars 2015, la France obtient la Coupe du monde féminine de football 2019 et Le Havre fait partie des onze villes pré-sélectionnées pour recevoir des matchs.
Le 14 juin 2017, la FFF et la FIFA ont annoncé les neuf villes hôtes finalement retenues, et dont Le Havre fait partie. À cette occasion le stade subira quelques travaux avec notamment une mise aux normes du système d’éclairage afin de pouvoir accueillir cette compétition.
| Matchs de la Coupe du monde féminine 2019 | Matchs de la Coupe du monde féminine 2019 | Matchs de la Coupe du monde féminine 2019 | Matchs de la Coupe du monde féminine 2019 | Matchs de la Coupe du monde féminine 2019 | Matchs de la Coupe du monde féminine 2019 | Matchs de la Coupe du monde féminine 2019 |
| Date                                      | Heure                                     | Équipe 1                                  | Résultat                                  | Équipe 2                                  | Tour                                      | Affluence                                 |
| ----------------------------------------- | ----------------------------------------- | ----------------------------------------- | ----------------------------------------- | ----------------------------------------- | ----------------------------------------- | ----------------------------------------- |
| 8 juin 2019                               | 18:00                                     | Espagne                                   | 3 - 1                                     | Afrique du Sud                            | Groupe B                                  | 12 044                                    |
| 11 juin 2019                              | 15:00                                     | Nouvelle-Zélande                          | 0 - 1                                     | Pays-Bas                                  | Groupe E                                  | 10 654                                    |
| 14 juin 2019                              | 21:00                                     | Angleterre                                | 1 - 0                                     | Argentine                                 | Groupe D                                  | 20 294                                    |
| 17 juin 2019                              | 18:00                                     | Chine                                     | 0 - 0                                     | Espagne                                   | Groupe B                                  | 11 814                                    |
| 20 juin 2019                              | 21:00                                     | Suède                                     | 0 - 2                                     | États-Unis                                | Groupe F                                  | 22 418                                    |
| 23 juin 2019                              | 21:00                                     | France                                    | 2 - 1 a.p.                                | Brésil                                    | Huitième de finale                        | 23 965                                    |
| 27 juin 2019                              | 21:00                                     | Norvège                                   | 0 - 3                                     | Angleterre                                | Quart de finale                           | 21 111                                    |

### Rugby
Le Stade français décide de délocaliser son match de Challenge européen du 20 octobre 2012 face au FC Grenoble au stade Océane.
À la demande de la fédération japonaise de rugby un test-match a lieu entre l'équipe nationale du Japon et les Barbarians français lors de la tournée d'hiver. Ce test-match fait suite à une série de deux test-matchs remportés par les Barbarians sur le sol japonais au mois de juin 2012. Les Français s'imposent imposés 65 à 41.
Le 16 novembre 2013, le XV de France bat les Tonga 38 à 18.
Le stade accueille également un match de Top 14 en 2015, entre le Racing 92 et le FC Grenoble, pour une victoire 34-29 des franciliens. Le Racing 92 fait son retour au stade Océane fin 2022, pour un match qui se solde par une large défaite face au Leinster, 10 à 42. Le 13 mai 2023, les Racingmen s'imposent face au RC Toulon (43-7) lors d'un nouveau match délocalisé du Top 14.
| Date             | Compétition        | Équipe 1            | Équipe 2       | Score | Affluence |
| ---------------- | ------------------ | ------------------- | -------------- | ----- | --------- |
| 20 octobre 2012  | Challenge européen | Stade français      | FC Grenoble    | 28-25 | 11 548    |
| 25 novembre 2012 | Test-match         | Barbarians français | Japon          | 65-41 | 11 000    |
| 16 novembre 2013 | Test-match         | France              | Tonga          | 38-18 | 19 300    |
| 7 mars 2015      | Top 14             | Racing Metro 92     | FC Grenoble    | 34-29 | 15 500    |
| 10 décembre 2022 | Champions Cup      | Racing 92           | Leinster Rugby | 10-42 | 14 245    |
| 13 mai 2023      | Top 14             | Racing 92           | RC Toulon      | 43-7  | 7 072     |

### Concerts
Le premier grand concert au Stade Océane, LH Tour (7 juin 2013) avec Tal, Mickaël Miro, Florent Mothe, Zaho, Inna Modja, Anggun ou encore Christophe Mae étaient présents.
Le 7 juin 2014, un concert regroupe les figures internationales du funk : Kool & The Gang, Imagination et Earth, Wind & Fire. Ils attirent 15 114 spectateurs.
Le 30 mai 2015, les artistes Stars 80 s'y produisent avec notamment Sabrina Salerno, Patrick Hernandez, Émile & Images et Lio. Ils attirent 18 020 spectateurs.
Le 11 juillet 2016, le stade est le théâtre d'un concert de Johnny Hallyday, attirant 25 000 personnes, dans le cadre de sa tournée liée à son album Rester Vivant Tour.
Le 17 juin 2017, le DJ français Bob Sinclar s'y produit devant près de 3000 personnes.

### Autre
Durant la crise du COVID 19, le Stade Océane a servi de centre de vaccination.

### Récompenses et nominations liées au Stade Océane
Le Stade Océane a été lauréat au concours du Nouveau Stade 2013 et a été classé 6e au concours du Stade de l'Année 2012.
SOGEA Nord Ouest a obtenu la Clé d'Argent du concours EGF BTP pour la conception-réalisation du Stade Océane.
CANCE a été lauréat du concours BIM TEKLA 2012 pour la réalisation de la charpente métallique.

## Environnement et accès

Le stade est situé Boulevard de Leningrad (RD 6015). Un carrefour à feu tricolore a été construit sur cette route faisant office de voie rapide, et ce afin d'en faciliter l'accès. Les spectateurs y accèdent depuis la route et par les transports en commun. Au nord-ouest, une bretelle d'accès depuis la RD 6015 permet de rejoindre le stade ; au nord, un carrefour d'accès, toujours sur la RD 6015, est aménagé. Enfin, un passage sous la voie ferrée permet de créer un axe sud/nord.